# Eduard Brenner (Archäologe)
Eduard Brenner (* 29. Januar 1877 in Wiesbaden; † 3. April 1915 in den Karpaten) war ein deutscher Prähistoriker.

## Leben
Eduard Brenner besuchte das Realgymnasium in Wiesbaden und studierte seit 1898 in Freiburg, Marburg und Heidelberg, wo er 1908 bei Johannes Hoops promoviert wurde. 1907/08 war er Assistent am Historischen Museum in Frankfurt, 1908/09 am Landesmuseums Nassauischer Altertümer in Wiesbaden und von 1909 bis 1911 am Römisch-Germanischen Zentralmuseum in Mainz. Zum 1. September 1911 wurde er Direktor des Landesmuseums Nassauischer Altertümer in Wiesbaden und war mit den Vorbereitungen des Neubaus des Museums beschäftigt.
Er fiel als Leutnant und Kompagnieführer im Ersten Weltkrieg.

## Veröffentlichungen (Auswahl)
- Der altenglische Junius-Psalter. Die Interlinear-Glosse der Handschrift Junius 27 der Bodleiana zu Oxford (= Anglistische Forschungen. 23, ISSN 0179-1389). Winter, Heidelberg 1908 (Zugleich Heidelberg, Universität, Dissertation, 1908; Digitalisat).

| Personendaten    | Personendaten           |
| ---------------- | ----------------------- |
| NAME             | Brenner, Eduard         |
| KURZBESCHREIBUNG | deutscher Prähistoriker |
| GEBURTSDATUM     | 29. Januar 1877         |
| GEBURTSORT       | Wiesbaden               |
| STERBEDATUM      | 3. April 1915           |
| STERBEORT        | Karpaten                |